# RISC
RISC (Reduced Instruction Set Computing) betegner en retning indenfor mikroprocessor-design fra midten af 1980'erne, der opprioriterer hurtig, simpel hardware på bekostning af øget kompleksitet i software (set fra en programmørs synspunkt blev mikroprocessoren sværere at bruge og havde flere særheder). Formålet med at gøre hardwaren simplere var at frigøre ressourcer på chippen således at de frigjorte ressourcer kunne anvendes til ydelsesforøgende komponenter såsom hurtigt nær-lager (cache). Retningen var et brud med den tidligere CISC-filosofi.
Fremtrædende repræsentanter for denne retning er DEC Alpha, MIPS, ARM og SPARC.